# Кержно
Кержно (пол. Kierżno, нім. Hermmannsdorf) — село в Польщі, у гміні Новоґродзець Болеславецького повіту Нижньосілезького воєводства.
Населення — 276 осіб (2011).
У 1975-1998 роках село належало до Єленьоґурського воєводства.

## Демографія
Демографічна структура станом на 31 березня 2011 року:
|          | Загалом | Допрацездатний вік | Працездатний вік | Постпрацездатний вік |
| -------- | ------- | ------------------ | ---------------- | -------------------- |
| Чоловіки | 132     | 37                 | 83               | 12                   |
| Жінки    | 144     | 37                 | 83               | 24                   |
| Разом    | 276     | 74                 | 166              | 36                   |